# FK Gauja
El FK Gauja fue un equipo de fútbol de Letonia que alguna vez jugó en la Virsliga, la primera división de fútbol en el país.

## Historia
Fue fundado en el año 1950 en la ciudad de Valmiera y cambiaron de nombre en varias ocasiones, pero fue hasta la década de los años 1970s que el club comenzó a ser conocido fuera de su región cuando logró jugar por primera vez a nivel nacional en la época soviética de Letonia.
El club juega por primera vez en la máxima categoría en 1978, logrando ganar el título de liga en 1990, la última edición de la liga como parte de la Unión Soviética; y fue uno de los equipos fundadores de la Virsliga en 1991 como parte de la Letonia independiente, en donde terminó en tercer lugar del grupo B. En 1993 el club pierde 17 de los 18 partidos jugados, con lo que descendió de categoría antes de quedar en bancarrota, convirtiéndose en uno de los peores equipos en la historia en una temporada de la Virslīga.
De 1994 a 1997 el club pasó jugando en la Segunda Liga de Letonia hasta que la institución desaparece en 1997 ahogada en deudas.

### Reencarnación
En 2003 en club FK Valmiera cambia su nombre por el de Gauja para jugar en la Virslīga, pero al final de la temporada el club desaparece por problemas financieros.

## Palmarés
- Liga Soviética de Letonia: 1

1990
- Copa Soviética de Letonia: 0
  - Finalista: 2[7]

1986, 1988

## Jugadores

### Jugadores destacados
- Valērijs Kuzņecovs
- Dainis Andersons
- Aleksandrs Madājevs
- Jānis Ozols

## Entrenadores

### Entrenadores destacados
- Evgenijs Katajevs